# Universiteit van Nantes
De Universiteit van Nantes (Frans: Université de Nantes) is een universiteit in Nantes, Frankrijk. Het instituut heeft ongeveer 32.000 studenten waarvan de grootste groep uit Frankrijk komt. Het is de op een na grootste universiteit van Frankrijk.

## Geschiedenis
De huidige universiteit werd opgericht in 1970 na een hervorming van het Franse hoger onderwijs. Deze nieuwe instelling verving de vorige universiteit van Nantes die in de jaren zestig was opgericht. Deze universiteit verving de oorspronkelijke universiteit van Nantes die in 1460 werd opgericht via een pauselijke bul, maar deze werd opgeheven tijdens de Franse Revolutie.